# 克里夫兰州立大学
克里夫兰州立大学（简称）位于美国俄亥俄州东北部的克里夫兰，是一所公立（州立）的综合性科研大学。

## 學校歷史
该校建校于1964年，但其前身追溯到1870年由青年基督教会建立的学院。学院于1881年正规化，并于1906年更名为克里夫兰基督青年会技术学院（Cleveland Y.M.C.A.School of Technology），在1929年再次更名为芬恩学院（Fenn College）。1964年，俄亥俄州政府建立俄亥俄州立大学，并于次年九月合并了当时已具规模的芬恩学院，又于1969年合并了于1897年建立的克里夫兰马歇尔法学院（Cleveland-Marshall College of Law）。
克里夫兰素以众多的文化活动、先进医疗中心和大型多国企业闻名。克里夫兰州立大学（CSU）的校园坐落在市区，有40栋校园建筑共85英亩大的活动空间作为教学、研究、住宿和娱乐使用。 
克里夫兰州立大学共有7个学院和一个研究生院，分别是人文科学和社会科学、自然科学、 商学、法学、教育和社会服务、都市计划和工程。克里夫兰州立大学提供了70个大学科系36个硕士科目和11个博士研究计划；同时也提供了最好的学术资源给学生，98%的毕业学生在他们的工作领域都有极佳的成就。
整个的克里夫兰州立大学校区提供了包括对学生、系所和教职员一整年的校园活动，超过了100个多样化的学生社团如：学术、社交、专业级娱乐休闲等可以自由选择参加。另外校区里提供宿舍，同时也有全国性的教育合作计划提供给所有校内学生。。
该校目前教有职员工1094人，在校本科生近一万人，研究生与博士生近六千人。该校和包括中国在内的许多国家有学生交流和英语教师培训与交流的项目。为许多国家培养了大量的英语教师和英语翻译等专业性人才。

## 排名
- 根據美國新聞與世界報導的2024年排名，克里夫兰州立大学在美國全國大學中排名第342位[3]。